# Comté d'Albany (New York)
Pour les articles homonymes, voir Comté d'Albany.
Le comté d'Albany (en anglais : Albany County) est l'un des 62 comtés de l'État de New York, aux États-Unis. Le siège de comté est la ville d'Albany, qui est également la capitale de l'État.

## Histoire
Le comté d'Albany est l'un des douze comtés originels créés par la province de New York le 1er novembre 1683. Son nom vient d'un des titres de noblesse du duc de York et d'Albany, devenu par la suite Jacques II d'Angleterre.

## Démographie
La population du comté s'élevait à 314 848 habitants selon le dernier recensement de 2020.
| Groupe                           | Comté d'Albany | New York | États-Unis |
| -------------------------------- | -------------- | -------- | ---------- |
| Blancs                           | 91,6           | 65,8     | 72,4       |
| Afro-Américains                  | 12,7           | 15,9     | 12,6       |
| Autres                           | 1,6            | 7,5      | 6,4        |
| Asiatiques                       | 4,8            | 7,3      | 4,8        |
| Métis                            | 2,5            | 3,0      | 2,9        |
| Amérindiens                      | 0,2            | 0,6      | 0,9        |
| Total                            | 100            | 100      | 100        |
|                                  |                |          |            |
| Hispaniques et Latino-Américains | 4,9            | 17,6     | 16,7       |

Selon l'American Community Survey, pour la période 2011-2015, 88,23 % de la population âgée de plus de 5 ans déclare parler anglais à la maison alors que 3,11 % déclare parler l'espagnol, 1,22 % une langue chinoise, 0,62 % le français, 0,58 % l'italien, 0,55 % l'ourdou et 5,69 % une autre langue.

## Subdivisions

Carte administrative des villes et villages du comté.

Le comté d'Albany est constitué de 19 communes dont 3 villes (cities), 10 towns, 6 villages ainsi que 6 census-designated places.

### Municipalités

#### Villes (cities)
- Albany
- Cohoes
- Watervliet

#### Towns
- Berne
- Bethlehem
- Coeymans
- Colonie
- Green Island
- Guilderland
- Knox
- New Scotland
- Rensselaerville
- Westerlo

#### Villages
- Altamont
- Colonie
- Green Island
- Menands
- Ravena
- Voorheesville

### Census-designated places
- Latham
- Loudonville
- Preston-Potter Hollow
- Roessleville
- Siena College
- Westmere